# کوستاس فریس
کوستاس فریس (یونانی: Κώστας Φέρρης؛ زادهٔ ۱۸ آوریل ۱۹۳۵) کارگردان فیلم، کارگردان تلویزیونی،  فیلم‌نامه‌نویس و تدوین‌گر اهل یونان است.
وی همچنین برندهٔ جوایزی همچون خرس نقره‌ای برای بهترین کارگردان شده‌است.